# Caslano
Caslano là một xã thuộc huyện Lugano, bang Ticino, gần biên giới với Ý.
Vào mùa hè, Caslano là một điểm đến rất hấp dẫn khách du lịch với những ngôi làng truền thống, đầm hồ (hồ Lugano) và thời tiết ôn hòa, lý tưởng.
- Dân số (Tháng 12, 2004): 3731
- Thị trưởng đương nhiệm: Emilio Taiana